# Hlivice
Hlivice – wieś, część gminy Medlov, położona w kraju ołomunieckim, w powiecie Ołomuniec, w Czechach.